# Edo (taal)
Edo, ook wel Bini (Benin) genoemd, is een Volta-Congotaal die voornamelijk wordt gesproken in de Nigeriaanse staat Edo.
Edo is de eerste taal van het gelijknamige volk.